# The Victorian Internet

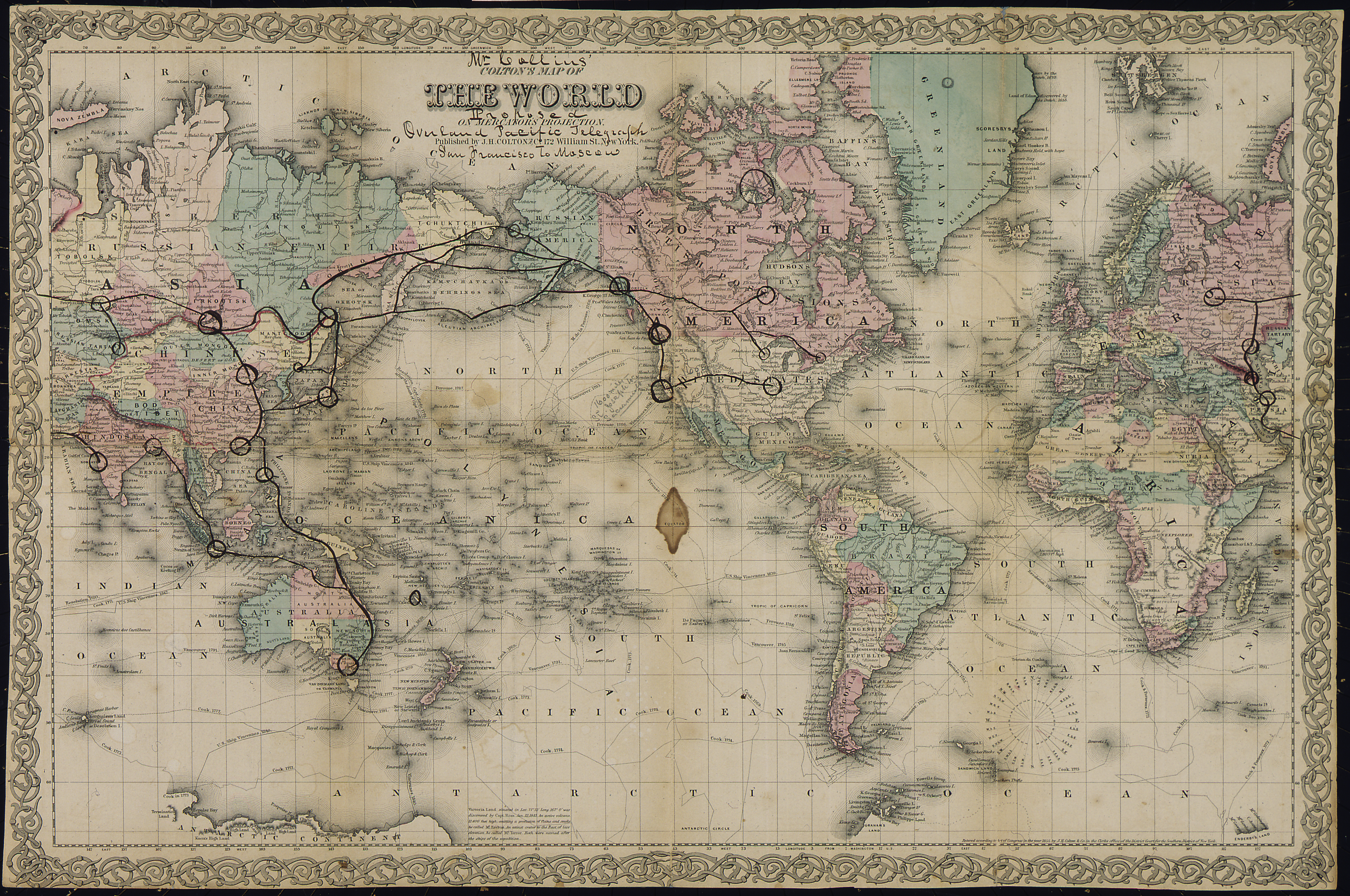
Mapa del telégrafo del Pacífico, San Francisco-Moscú, hacia 1862

The Victorian Internet: The Remarkable Story of the Telegraph and the Nineteenth Century's On-Line Pioneers (La Internet victoriana: La notable historia del telégrafo y los pioneros en línea del siglo XIX) es un libro de 1998 de Tom Standage. El libro se publicó por primera vez en septiembre de 1998 a través de Walker & Company y analiza el desarrollo y los usos del telégrafo eléctrico durante la segunda mitad del siglo XIX, y algunas de las similitudes que el telégrafo compartió con Internet a finales del siglo XX.
La idea central del libro defiende que, de estas dos tecnologías, el telégrafo fue la más significativa, dado que su capacidad de comunicar globalmente cualquier información en tiempo real supuso un cambio cualitativo, mientras que la transformación generada por la moderna Internet ha sido, según el autor, un cambio meramente cuantitativo. Aun así, por la misma regla de tres, la comunicación global era también un cambio cuantitativo de la comunicación a larga distancia.

## Contenidos

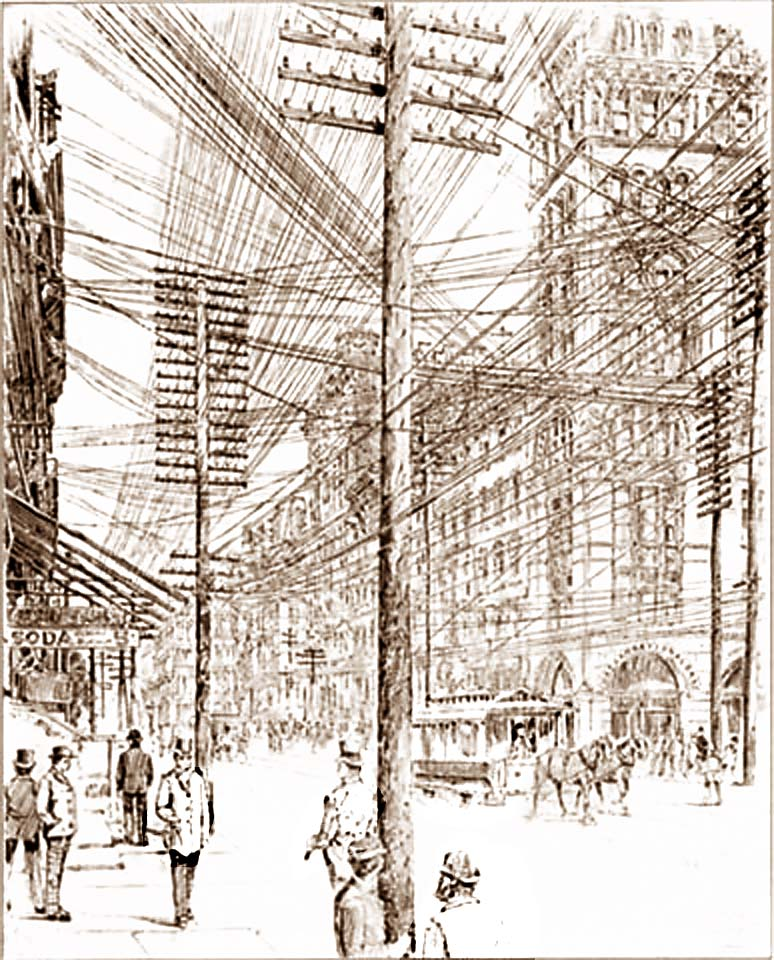
Red de cables de teléfono y telégrafo en Broadway, New York, en 1890

## Recepción
La recepción crítica del libro resultó mayoritariamente positivo. Smithsonian Magazine publicó una revisión positiva para El Internet victoriano, pero indicó que no «era el libro para lectores que quieran conocer en profundidad las vidas de científicos o inventores como Thomas Edison o Charles Wheatstone, historias financieras detalladas de compañías como Western Union, o tratamientos técnicos de temas como el desarrollo de los sistemas de semáforos y de los cables submarinos». Los Angeles Times realizó algunas críticas al libro pero redactó una crítica mayoritariamente positiva.